# El Regionalista
El Regionalista, publicación que dirigió y editó el abogado y activista cooperativista Francisco Rivas Moreno (1851-1935) en 1918. Fue una extensión del Partido Regionalista de Ciudad Real que el mismo Rivas Moreno había fundado; aquel mismo año de 1918 escribió Propagandas regionalistas.
Pocos años antes, en 1912, se editó en Ciudad Real otra publicación castellanista: El Castellano (1912-1920). Años después, en 1917, surgió la revista gráfica semanal Castilla (1917).